# Viaţa noastră (Deluxe Edition)
Viaţa noastră (Deluxe Edition) è la terza Greatest Hits del gruppo B.U.G. Mafia. La raccolta include Viaţa noastră più un DVD con tutti i video ufficiali del gruppo. È l'ultimo album commercializzato per Cat Music.

## Tracce
Viaţa noastră Vol.1
| #  | Titolo                             | Tempo | Scrittore della canzone                                   | Produttore                                                   | Performers   | Crediti                                                               |
| -- | ---------------------------------- | ----- | --------------------------------------------------------- | ------------------------------------------------------------ | ------------ | --------------------------------------------------------------------- |
| 1  | "Viaţa noastră"                    | 3:59  | V.Irimia, A.Demeter, D.Neagu, V.Rudolf-Kanalas, N.Oncescu | Tataee per Casa Productions                                  | Adriana Vlad | - Tastiera di Tataee                                                  |
| 2  | "N-ai fost acolo"                  | 4:46  | V.Irimia, A.Demeter, D.Neagu, N.Oncescu                   | Tataee per Casa Productions                                  |              |                                                                       |
| 3  | "Capu' sus"                        | 4:41  | A.Demeter, V.Irmia, D.Neagu, N.Oncescu                    | Tataee per Casa Productions                                  | Adriana Vlad | - Tastiera di Tataee & Camil Beldeanu - Chitarra di Ştefan Mihăilescu |
| 4  | "Gherila p.t.m"                    | 4:33  | D.Neagu, V.Irimia, A.Demeter                              | Tataee per Casa Productions                                  | Villy        | - Tastiera di Tataee - Chitarra di Ştefan Mihăilescu                  |
| 5  | "Poezie de stradă (remix)"         | 4:37  | V.Irimia, D.Neagu, A.Demeter, N.Oncescu                   | Tataee, co-produced di Uzzi per Casa Productions             |              | - Tastiera di Tataee                                                  |
| 6  | "Faţă-n faţă"                      | 4:26  | A.Demeter, D.Neagu, V.Irimia, N.Oncescu                   | Tataee per Casa Productions                                  |              | - Tastiera di Tataee                                                  |
| 7  | "Între noapte şi zi"               | 4:07  | V.Irimia, D.Neagu, A.Demeter, N.Oncescu                   | Tataee, co-produttore di Uzzi and Caddy per Casa Productions | Adriana Vlad | - Tastiera di Tataee e Camil Beldeanu                                 |
| 8  | "Româneşte"                        | 4:06  | A.Demeter, D.Neagu, V.Irimia, N.Oncescu                   | Tataee per Casa Productions                                  |              | - Tastiera di Tataee - Chitarra di Ştefan Mihăilescu                  |
| 9  | "Un 2 şi trei de 0"                | 4:37  | V.Irimia, D.Neagu, A.Demeter, N.Oncescu                   | Tataee per Casa Productions                                  | Villy        | - Tastiera di Tataee e Camil Beldeanu                                 |
| 10 | "Până când moartea ne va despărţi" | 5:37  | D.Neagu, V.Irimia                                         | Tataee per Casa Productions                                  | Adriana Vlad | - Tastiera di Tataee and Camil Beldeanu                               |
| 11 | "Anturaju'"                        | 5:00  | A.Demeter, V.Irimia, D.Neagu, N.Oncescu                   | Tataee per Casa Productions                                  |              | - Tastiera di Tataee                                                  |
| 12 | "De cartier"                       | 4:48  | D.Neagu, A.Demeter, V.Irimia, N.Oncescu                   | Tataee per Casa Productions                                  | Adriana Vlad | - Tastiera di Tataee                                                  |
| 13 | "Jucător adevărat"                 | 5:15  | D.Neagu, V.Irimia, N.Oncescu                              | Tataee per Casa Productions                                  | Villy        | - Tastiera di Tataee & Camil Beldeanu - Chitarra di Ştefan Mihăilescu |
| 14 | "Limbaj de cartier"                | 5:58  | V.Irimia, A.Demeter, D.Neagu, N.Oncescu, C.Ion            | Tataee per Casa Productions                                  | Cheloo       | - Tastiera di Tataee - Chitarra di Cristi Andrei                      |
| 15 | "Pantelimonu' Petrece"             | 4:02  | V.Irimia, A.Demeter, D.Neagu, N.Oncescu                   | Tataee per Casa Productions                                  | Adriana Vlad | - Tastiera di Tataee - Chitarra di Andrei "The Cat" Vlad              |

Viaţa noastră (Vol.2)
1. "Cu Tălpile Arse" feat. Jasmine
2. "Zi De Zi" feat. Villy
3. "România"
4. "Hoteluri" feat. Mario
5. "Hai Să Fim High" feat. Jasmine
6. "După Blocuri"
7. "Nimic Mai Presus"
8. "Cine E Cu Noi" feat. Jasmine
9. "O Lume Nebună, Nebună De Tot" feat. Villy
10. "La Vorbitor"
11. "Născut Şi Crescut În Pantelimon"
12. "Poveste Fără Sfârşit" feat. Jasmine
13. "Străzile" feat. Mario
14. "Cât A Trăit" feat. Villy
15. "În Anii Ce Au Trecut"